# Nowa Wieś Wschodnia
Nowa Wieś Wschodnia – wieś sołecka w Polsce położona w województwie mazowieckim, w powiecie ostrołęckim, w gminie Rzekuń.

## Historia
W latach 1921–1936 wieś leżała w województwie białostockim, w powiecie ostrołęckim, w gminie Rzekuń.
Według Powszechnego Spisu Ludności z 1921 roku wieś zamieszkiwało 214 osób w 33 budynkach mieszkalnych. Miejscowość należała do parafii rzymskokatolickiej w Rzekuniu. Podlegała pod Sąd Grodzki w Ostrołęce i Okręgowy w Łomży; właściwy urząd pocztowy mieścił się w Rzekuniu.
W wyniku napaści ZSRR na Polskę we wrześniu 1939 miejscowość znalazła się pod okupacją sowiecką. Od czerwca 1941 roku pod okupacją niemiecką. Od 22 lipca 1941 do 1945 włączona w skład Landkreis Scharfenwiese Regierungsbezirk Zichenau (rejencji ciechanowskiej) III Rzeszy. 
W latach 1975–1998 miejscowość administracyjnie należała do województwa ostrołęckiego.

## Urodzeni w Nowej Wsi
- Adam Franciszek Mieczkowski – poseł na Sejm
- Czesław Bloch – historyk, profesor Katolickiego Uniwersytetu Lubelskiego.